# Chaerilus ojangureni
Espèce
Chaerilus ojangureni est une espèce de scorpions de la famille des Chaerilidae.

## Distribution
Cette espèce est endémique du Selangor en Malaisie. Elle se rencontre vers Tanjung Karang.

## Description
Le mâle holotype mesure 32,0 mm.

## Étymologie
Cette espèce est nommée en l'honneur d'Andrés Alejandro Ojanguren Affilastro.

## Publication originale
- Kovařík, 2005 : Two new species of the genus Chaerilus Simon, 1877 from Malaysia (Scorpiones: Chaerilidae). Euscorpius, no 26, p. 1-7 (texte intégral).